# Luca Pichler
Luca Pichler (* 2. März 1998 in Knittelfeld) ist ein österreichischer Fußballspieler.

## Karriere
Pichler begann seine Karriere beim FC St. Margarethen/Knittelfeld. Zur Saison 2010/11 wechselte er in die Jugend des FC Judenburg. Nach einer Saison in Judenburg kam er zur Saison 2011/12 in die Jugend des SK Sturm Graz. Zur Saison 2012/13 wechselte er in die AKA Burgenland, in der er fortan sämtliche Altersstufen durchlief.
Zur Saison 2016/17 wechselte er zum viertklassigen ASV Draßburg. Im August 2016 debütierte er gegen den SV Schattendorf für Draßburg in der Burgenlandliga. Im April 2017 erzielte er bei einem 4:0-Sieg gegen den SC Pinkafeld sein erstes Tor in der vierthöchsten Spielklasse. Bis Saisonende kam er zu 32 Einsätzen, in denen er vier Tore erzielte.
Zur Saison 2017/18 schloss er sich den ebenfalls viertklassigen Amateuren der SV Mattersburg an. Bis Saisonende absolvierte Pichler 30 Spiele für Mattersburg II in der Burgenlandliga, in denen er sechs Tore erzielte. Zu Saisonende stieg er mit seiner Mannschaft als Meister der Burgenlandliga in die Regionalliga auf. Im August 2018 debütierte er gegen den SV Leobendorf in der dritthöchsten Spielklasse. Im März 2019 machte er bei einem 2:1-Sieg gegen den Wiener Sport-Club sein erstes Tor in der Regionalliga. In seiner ersten Drittligasaison kam er zu 30 Einsätzen und erzielte dabei fünf Tore.
In der abgebrochenen Regionalligasaison 2019/20 kam Pichler zu 18 Einsätzen. Im Juni 2020 stand er gegen den SKN St. Pölten erstmals im Profikader. Sein Debüt in der Bundesliga gab er im selben Monat, als er am 31. Spieltag der Saison 2019/20 gegen die WSG Tirol in der 65. Minute für Patrick Bürger eingewechselt wurde. Der Verein stellte nach der Saison 2019/20 den Spielbetrieb ein. Daraufhin wechselte er im September 2020 zum Regionalligisten FC Marchfeld Donauauen. Für die Niederösterreicher spielte er sechsmal in der Regionalliga.
Zur Saison 2021/22 wechselte er zum viertklassigen DSV Leoben. Für Leoben kam er 25 Mal in der Landesliga zum Einsatz und stieg mit dem Klub zu Saisonende in die Regionalliga auf. In dieser absolvierte er in der Saison 2022/23 ebenfalls 25 Spiele, den Leobnern gelang der Durchmarsch in die 2. Liga. Nach dem zweiten Aufstieg verließ Pichler das Team allerdings nach der Saison 2022/23.
Anschließend schloss er sich zur Saison 2023/24 dem viertklassigen SC Kalsdorf an.

## Persönliches
Sein Zwillingsbruder Nico ist ebenfalls Fußballspieler.